# Nicolás Entel
Nicolás Entel (Buenos Aires, Argentina; 14 de agosto de 1975) es un director y productor de cine argentino. Se recibió de director en la Universidad del Cine, y tiene una maestría en Broadcasting Administration de la Universidad de Boston, Estados Unidos.
Desde el año 2000, divide su tiempo entre las ciudades de Buenos Aires y Nueva York, desde donde fue uno de los cofundadores de Red Creek Productions. La compañía tiene oficinas en ambas ciudades y en Costa Rica.
Además del soporte a la realización de su ópera prima, el documental “Orquesta Típica”, Entel se está desarrollando en el sector largometrajes. Esto incluye al documental “Pecados de mi padre”, el cual dirigió en Colombia y Estados Unidos, y otros cinco largometrajes incluyendo “La Difunta”, un drama que transcurre en la frontera entre México y EE. UU. que el director espera que se convierta en su tercera película. El proyecto está siendo desarrollado como parte del laboratorio de guionistas de NALIP y también participó en la conferencia de Sundance Productores Independientes.
“Orquesta Típica” (film que cuenta los avatares de la Orquesta Típica Fernández Fierro) fue aceptada en alrededor de una docena de festivales, incluido el Beverly Hills Film Festival (donde ganó el Premio de la Audiencia), Wild River (en el que fue elegido para abrir el festival), Temecula (EE. UU.), San Rafael y Tandil (Argentina), entre otros lugares. Fue estrenada en los cines argentinos en marzo de 2007.
Entel escribió artículos para numerosas revistas, y recibió reconocimientos y premios de varias organizaciones, como por ejemplo: el Berlinale Talent Campus, Kodak, the American Pavilion at the Cannes Film Festival, MPAA, IDFA’s Jan Vrijman Fund, Nalip, Festival de Beverly Hills, The Sundance Institute, IFP, INCAA, Universidad de Boston (EE. UU.) y la Universidad del Cine (Argentina).